# Čilpah
Čilpah – wieś w Słowenii, w gminie Mokronog-Trebelno. W 2018 roku liczyła 59 mieszkańców.